# يوهان دوهاوباس
يوهان دوهاوباس (بالفرنسية: Johann Duhaupas)‏ مواليد 5 فبراير 1981 في أبفيل، سوم، فرنسا، هو ملاكم محترف فرنسي يصنف ضمن فئة الوزن الثقيل بدأ مسيرته الاحترافية سنة 2004 حيث انتصر في نزاله الأول.

## المسيرة الاحترافية
من نزالاته:
- خسر أمام ديونتاي وايلدر بالضربة الفنية القاضية (2015).
- انتصر على مانويل شار (2015).
- انتصر على بول بوتلين (2010).
- خسر أمام فرانشيسكو بيانيتا (2008).

## إحصائيات
خاض خلال مسيرته 37 نزالا، فاز في 34 وخسر في 3. فاز بالضربة القاضية في 21 نزالا.

## روابط خارجية
- يوهان دوهاوباس على موقع بوكس ريك (الإنجليزية) (registration required)